# واویشکا
واویشکا نوعی چغور پغور و یکی از غذاهای محبوب و سنتی گیلان است. واویشکا یک واژهٔ گیلکی است به معنی گوشت سرخ‌کرده که از مصدر واویشتن به معنی سرخ کردن (مثلا سرخ کردن سیب‌زمینی) گرفته شده است. همچنین طبق برخی روایت‌های ضعیف گفته می‌شود طی جنگ جهانی دوم از روسیه وارد ایران شده است. این غذا معمولاً با گوشت چرخ‌کرده، پیاز، رب گوجه‌فرنگی، ادویه و گاهی از اوقات سبزیجات تهیه می‌شود. واویشکا به دلیل طعم ترش و بافت نرمش بسیار محبوب است و به عنوان یکی از نمادهای آشپزی گیلان شناخته می‌شود. این غذا را می‌توان هم با نان و هم با برنج سرو کرد. انواع مختلفی از این غذا وجود دارد؛ مانند واویشکا گوشت چرخی، واویشکا گوشت تکه‌ای، واویشکا مرغ و واویشکا شوید. مازندرانی‌ها به این غذا بیج‌بیج می‌گویند.
شمالی‌ها این غذا را در جشن‌هایی همچون مهمانی‌های خانوادگی، مراسم محلی و فصل برداشت برنج مصرف می‌کنند.

## تاریخچه
دربارهٔ تاریخچهٔ این غذا می‌گویند طی جنگ جهانی دوم این غذا از روسیه وارد گیلان شده و بعدها تغییراتی در دستور پخت آن ایجاد شد و با ذائقهٔ گیلانی‌ها سازگار شد. ولی برخلاف تصور عموم مردم که این غذا را روسی می‌دانند، واویشکا نه خودش روسی است و نه واژه‌اش.

## انواع
- واویشکا گوشت چرخی
- واویشکا گوشت تکه‌ای
- واویشکا مرغ
- واویشکا شوید

## دستور پخت
سیب‌زمینی را به صورت نگینی خرد کرده و جداگانه سرخ می‌کنند. گوشت چرخی را با پیاز تفت داده، رب گوجه و گوجه فرنگی رنده شده را به آنها اضافه کرده و بعد از چند دقیقه سیب‌زمینی‌های سرخ شده را اضافه می‌کنند. با درب بسته قابلمه یا تابه و حرارت ملایم اجازه می‌دهند تا غذا پخته و کم‌آب شود. در پایان کار نمک و فلفل و در صورت تمایل آب نارنج یا آبلیموی تازه به غذا اضافه می‌کنند.
برای طعم بهتر، می‌توان از فلفل دلمه و بادمجان نیز استفاده کرد. کمی دارچین یا گلپر نیز می‌تواند عطر خوبی به واویشکا بدهد. برای یک واویشکای مجلسی‌تر، می‌توان تخم‌مرغ آب‌پز را به آن اضافه کرد.

#### واویشکا مرغ
برای تهیهٔ این غذا در ابتدا مرغ و پیاز را تفت داده و سپس شوید را اضافه می‌کنند و همراه مواد سرخ می‌کنند. در ادامه سیر رنده شده و آلو خورشتی را اضافه کرده و با مقداری آب می‌پزند. آخر پخت تعدادی تخم‌مرغ به غذا اضافه می‌کنند. به این غذا شویدخالو یا شویدخولی نیز می‌گویند.